# Fredrik Holmqvist (jurist)
Lars Fredrik Holmqvist, född 16 mars 1811 i Knästorps socken, Malmöhus län, död 30 oktober 1876 i Malmö, var en svensk jurist och politiker. Han var far till generallöjtnant Fredrik Holmquist och landskamrerare Axel Holmquist.
Holmqvist blev student vid Lunds universitet 1826 och avlade hovrättsexamen 1832. Han blev auskultant i Skånska hovrätten samma år och vice häradshövding 1837. Han blev auditör vid Skånska husarregementet 1841, var landssekreterare i Östergötlands län 1850–1859, expeditionschef i Ecklesiastikdepartementet 1859–1865 och därefter häradshövding i Oxie och Skytts domsaga. Holmqvist var ordförande i direktionen för Malmö hospital och 1867–1876 ledamot av Malmö stadsfullmäktige. Han var 1876 ledamot av riksdagens andra kammare för Malmö stad. Holmqvist blev riddare av Nordstjärneorden 1858.